# Aaron Rhind
Aaron Rhind (nascido em 13 de fevereiro de 1991) é um nadador S6 australiano, que compete nos 100 metros livre, 100 metros costas, 200 metros individual medley e nos 50 metros borboleta. Aaron representou o seu país, Austrália, pela primeira vez em 2010 e em 2011 disputou os Jogos de Arafura, conquistando duas medalhas de bronze e uma de prata. Aaron foi aos Jogos Paralímpicos de 2012, realizados em Londres.